# 陳瑋萱
陳瑋萱（1989年7月25日—），藝名安吉，曾就讀於新北市私立莊敬高職，曾參加過電視節目《我愛黑澀會》，與親姐妹Venessa、Vicky三人曾紅極一時。後雖未以黑澀會美眉身分出道，但憑著亮麗的外型與精湛的演技，接下參與了電視連續劇的演出。另外，由於外型神似政要連戰夫人連方瑀女士，頗有年輕版的模樣。

## 影视作品

### 电视剧
- 華視 / 東森戲劇
  - 《極道學園》主角 陳佳琪（小黑貓）（2006）
- 三視
  - 《超級大英雄》配角 Pony(馬波妮)（2015）
- 三立 / 東森戲劇
  - 《極品絕配》配角 珍珍（2017）

### 音乐录影带(MV)
- 倪安東 - 一切都是因為愛(2014年)

## 节目主持
- Channel V 
  - 《我愛黑澀會》[已停播]
  - 《美眉普普風》[已停播]

## 外部連結
- 安吉AnGill的Facebook專頁
- AnGiLL的Instagram帳戶